# Антонов, Леонид Александрович
Леони́д Алекса́ндрович Анто́нов (23 марта 1909, Алагирский район — 4 августа 1985, Москва) — советский режиссёр научно-популярного кино. Заслуженный деятель искусств РСФСР (1969), лауреат Сталинской премии третьей степени (1952).

## Биография
Родился на Садонском руднике Алагиро-Ардонский района (ныне Республика Северная Осетия — Алания). В 1917 году отца перевели на завод «Кавцинк» Владикавказ, куда переехала вся семья. В период 1920—1923 годов Антонов-младший работал как подсобник. 
Став комсомольцем, в 1924 году вступил в Союз политпросветработников. С 1926 по 1929 год занимался на Рабфаке, по окончании в том же году поступил на режиссёрский факультет Государственного института кинематографии. C 1932 года в параллель с учёбой работал ассистентом режиссёра в фотокиноотделе Наркомпроса. С образованием в 1933 году киностудии «Мостехфильм» начал самостоятельную режиссёрскую деятельность. В 1940 году стал её директором.
По решению Комитета по делам кинематографии при СНК СССР на период 1942—1943 годов был откомандирован уполномоченным представителем «Совэкспортфильма» в США.
С 1943 по 1946 год — уполномоченный «Совэкспортфильма» в Великобритании.
В период с 1946 по 1949 и с 1957 по 1959 годов был директором киностудии «Мосфильм».
С 1949 по 1950 год был в должности генерального директора АО «Линза» в советской зоне оккупации Германии (ГДР — с октября 1949 года). По возвращении в СССР — режиссёр на киностудии «Моснаучфильм», стал одним из создателей киножурнала «Новости сельского хозяйства» (1950).
В 1961—1977 годах — художественный руководитель творческого объединения сельскохозяйственных фильмов «Моснаучфильма» («Центрнаучфильм» — с 1966 года).
Член ВКП(б) с 1939 года, член Союза кинематографистов СССР (Москва).
Скончался 4 августа 1985 года. Похоронен на Востряковском кладбище.

### Семья
- жена — Вера Петровна Антонова (1910—1987);
- сын — Игорь Леонидович Антонов (род. 1937);
- сын — Валерий Леонидович Антонов (1942—2005)[1][4].

## Фильмография
- 1933 — Пчёлы в борьбе за урожай
- 1934 — Жизнь рыб
- 1935 — Насекомые
- 1936 — В мире насекомых[6]
- 1939 — Многостаночное обслуживание (совместно с С. Чулковым)
- 1939 — Художественное воспитание детей в СССР
- 1941 — Как бороться с зажигательными бомбами
- 1953 — Друзья и враги (также автор сценария совместно с Б. Рыбаковым)
- 1954 — Наступление на целину
- 1957 — Тайны мудрого рыболова
- 1959 — Больше рыбы в стране
- 1960 — Автоматика и сельское хозяйство
- 1963 — Профилактика заболеваний прудовых рыб
- 1963 — Удивительная сила
- 1971 — На верном пути
- 1971 — Пчёлы и растения
- 1974 — Берегите кислород
- 1977 — Селекция пчёл
- Рудное золото[7]

## Награды и премии
- орден «Знак Почёта» (23 мая 1940) — за особые заслуги в деле развития советской кинематографии[7];
- медаль «За оборону Москвы» (1946)[1];
- орден Трудового Красного Знамени (15 сентября 1948) — за развитие и усовершенствование цветного кино[8];
- медаль «В память 800-летия Москвы» (1948)[1];
- медаль «За доблестный труд в Великой Отечественной войне 1941—1945 гг.» (1948)[1];
- Сталинская премия третьей степени (1952) — «за цветной киножурнал „Новости сельского хозяйства“ (№ 1—12 1951)»[9];
- заслуженный деятель искусств РСФСР (1969)[3].

## Комментарии
1. ↑  Именно Леониду Антонову в марте 1943 года на проходящей в Лос-Анджелесе 15-й церемонии вручения премии Американской киноакадемии «Оскар» была отдана премия в категории «Лучший документальный фильм» за «Москва наносит ответный удар» (1942)[2].